# محمد الحرز (شاعر)
محمد الحرز شاعر وناقد سعودي، ولد في البحرين. كان معروفًا بعمله النقدي فيما يتعلق بالمشهد الثقافي للمملكة العربية السعودية والتحولات التي تلت ذلك. نشر عدة مجموعات شعرية ونقدية منها (الحجر والظلال: مختبر قراءة الشعر والسرد) وديوان (رجل يشبهني).

## أعماله
- عضو المجلس الأدبي بالأحساء. [7]